# Francisco Agustín Grande

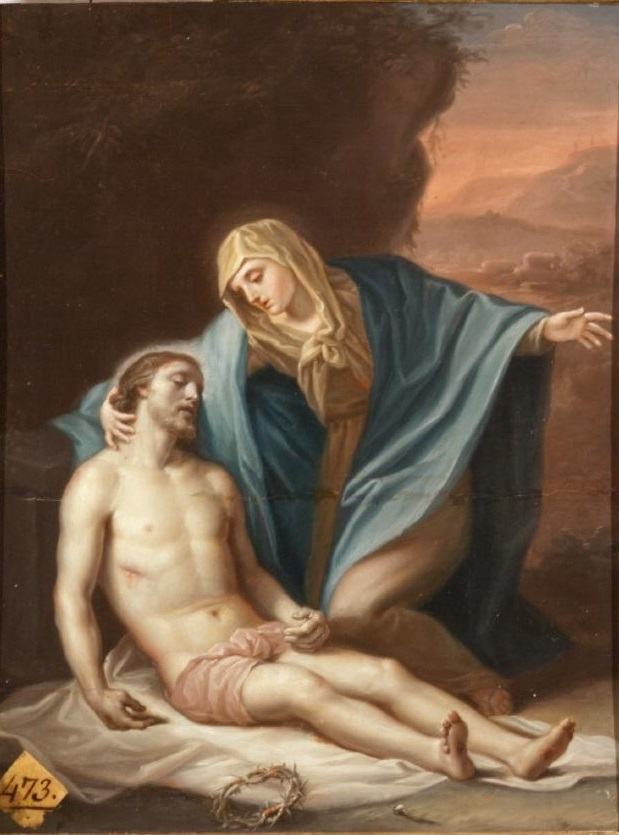
Piedad, óleo sobre tabla, 34 x 26 cm. Madrid, Real Academia de Bellas Artes de San Fernando.

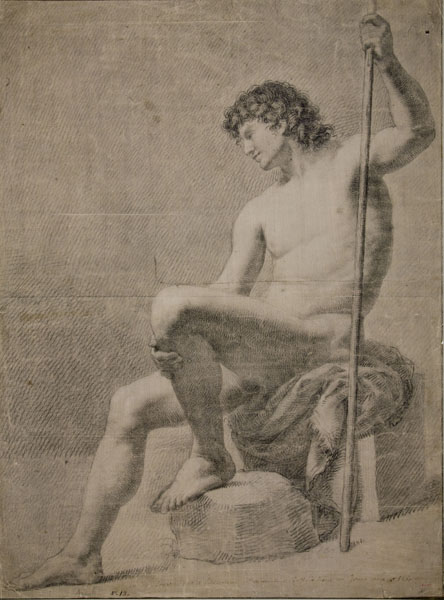
Nu masculí (Desnudo masculino) Dibujo de 1780, conservado en el Museo Nacional de Arte de Cataluña.

Francisco Agustín Grande (Barcelona, 1753-Utrera, 1801) fue un pintor de estilo neoclásico español.

## Biografía
Nacido en Barcelona, ingresó el 19 de octubre de 1769 en la Real Academia de Bellas Artes de San Fernando de Madrid donde tuvo como maestro a Anton Raphael Mengs, y en 1776 fue envido a Roma junto con Francisco Javier Ramos, Manuel Nápoles, Buenaventura Salesa y Carlos Espinosa, pensionados todos ellos por Carlos III para continuar sus estudios en el taller del bohemio en la urbe romana gracias a la opinión favorable de su maestro y a que su padre, tío y primos estaban empleados en la portería de la Sectaria de Estado. Al morir Mengs pasó a depender de Francisco Preciado de la Vega, director de los pensionados en Roma, y asistió a las clases de dibujo en la Academia del Nudo además de gozar de la protección del cardenal y coleccionista de arte Antonio Despuig y Dameto, quien le hizo varios encargos, entre ellos el de su propio retrato (1788) y el de algún otro miembro de su familia, de los que el Museo de Mallorca conserva los de Ramón y Joan Despuig, sobrinos del cardenal, el segundo de doce años, en la actitud y el traje propios del viajero del «Grand Tour» y con la ruinas del Coliseo a sus espaldas, a la manera de los retratos de Pompeo Batoni.
De nuevo en España, en 1792 fue llamado a Córdoba por el obispo Antonio Caballero y Góngora para dirigir la Escuela de Bellas Artes que el prelado había fundado en la ciudad y que funcionó durante cinco años, hasta su muerte. Es por ello en Córdoba donde más abundante sería la producción dejada por el pintor, según la relación que de ella hace Ossorio. El retrato del obispo cordobés, hombre ilustrado e interesado en difundir el buen gusto académico en las artes, pintado por Agustín y por dibujo suyo fue grabado en 1796, el año de su fallecimiento, por Manuel Salvador Carmona. Es suyo el retrato del obispo Caballero y Góngora en la galería de obispos cordobeses del Palacio Arzobispal, donde también le corresponde el del obispo Baltasar de Yusta. Se le atribuyen además loa retratos, entre otros, del I duque de Rivas y el del conde de Ezpeleta en la Academia de Artillería de Segovia. De sus pinturas religiosas se conservan la de San Eulogio, de gran tamaño, pintada para el seminario de San Pelagio, y el Santiago en la batalla de Clavijo de la catedral de Jaén. A los años de su estancia en Córdoba parece corresponder un óleo con Santa Catalina de medio cuerpo conservado en el Museo de Bellas Artes de Córdoba, en el que ingresó procedente del convento de capuchinos, inventariado en antiguos catálogos como «anónimo de escuela italiana» a causa de su fuerte carácter italiano y sus deudas con la obra de Mengs, que por influencia de Agustín impregnarán también la pintura cordobesa de aquellos años.
En 1799 recibió el título de académico de mérito de la Real Academia de Bellas Artes de San Fernando y el mismo año fue nombrado director supernumerario de la Escuela Llotja, cargo que no llegó a ocupar nunca debido a que estaba en Sevilla copiando cuadros de Bartolomé Esteban Murillo por órdenes del rey. Testimonio de este trabajo es el grabado de La Virgen de la servilleta pintada por Murillo para los capuchinos y abierto por Blas Ametller por dibujo de Agustín, cuya lámina adquirió la Calcografía Nacional en 1800.

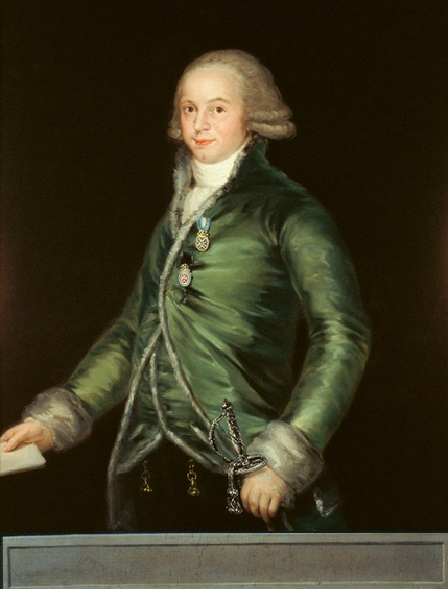
Mariano Luis de Urquijo (1800). Óleo sobre lienzo, 128 x 97 cm, Madrid, Real Academia de la Historia.

En la iglesia de San Juan Bautista de Las Cabezas de San Juan (Sevilla) trabajó en las pinturas del retablo mayor, labrado entre 1798 y 1802. Es suya allí, según Ossorio, la pintura de San Juan Bautista predicando.
En el Museo Nacional de Arte de Cataluña se conserva un dibujo suyo, Desnudo masculino, proveniente de la colección privada de Raimon Casellas, y en la Academia de San Fernando una Piedad pintada al óleo sobre tabla. Muy semejante a esta, aunque en formato apaisado, es la Piedad que ocupa el ático del retablo de la capilla de Sagrario de la parroquia de San Miguel de Córdoba, colocada allí en sustitución de una pintura de la Trinidad retirada en 1795 por orden del obispo, que en su visita la encontró defectuosa.
De sus últimos años es el retrato de Mariano Luis de Urquijo de la Real Academia de la Historia. Con motivo del nombramiento de Urquijo como académico honorario, la academia, agradecida a su benefactor, encargó a Isidoro Bosarte buscar al pintor que, del natural o copiándolo de un retrato fiel del primer secretario de Estado, proporcionase su retrato para colgar en la Sala Grande con los retratos de los directores. Cumpliendo con lo encomendado, Bosarte informó a la junta, en noviembre de 1800, que el mejor retrato de Urquijo era el segundo que le había hecho Goya y el ministro conservaba en su casa, del que proponía copiar la cabeza, pues en lo demás estaba en traje de casa, y copiar de otro el traje y el peinado, al tiempo que proponía para realizar las copias a Agustín. Este firmó, el 24 de diciembre, el recibo del pago de 400 reales por el lienzo ya concluido del destituido secretario de Estado, caído en desgracia solo unos días antes, lo que explica que la cartela al pie de la figura quedase sin rellenar.